# دونالد إتش. كلوسن
دونالد إتش. كلوسن هو سياسي أمريكي، ولد في 27 أبريل 1923 في فيرندالي في الولايات المتحدة، وتوفي في 7 فبراير 2015 في فورتونا في الولايات المتحدة. نشط حزبياً في الحزب الجمهوري. وقد انتخب عضو مجلس النواب الأمريكي ‏.